# Guo Songtao
Guo Songtao, född 1818, död 1891, var en kinesisk ämbetsman och diplomat under den sena Qingdynastin.